# Настоящие голуби
Настоящие голуби (лат. Columbinae) — подсемейство птиц семейства голубиных. Считается, что виды этого подсемейства живут по всему миру, за исключением только Арктики и Антарктики. Наибольшее разнообразие видов подсемейства найдено в Южной Азии и Австралии. Существует мнение, что в Центральной Европе обитает 5 видов этого подсемейства: кольчатая горлица, обыкновенная горлица, вяхирь, сизый голубь и клинтух. Сизый голубь также является предком вида Columba livia domestica.

## История
Считается, что виды этого подсемейства голубей существуют с доисторических времён и эволюционировали параллельно с людьми. Это трудно проверить, так как в древние времена плотность населения людей, как и численность голубей были низкими, однако известно, что североамериканский голубь является двоюродным к европейским голубям, так как до XVIII века наблюдалась миграция большого числа особей в Северную Америку — там голубям могли угрожать только коренные американцы. По записям летописцев, во время перелёта стаи голубей в небе затмевали Солнце. Когда усилилось их истребление, то они стали бояться людей, и в конце XIX века было отмечено внезапное исчезновение этих птиц в крупных городах.

## Внешний вид
Особи видов настоящих голубей встречаются средних и крупных размеров.
Помимо других, формой тела выделяется один из видов настоящих голубей, — это хохлатый голубь с Соломоновых островов. Они имеют удлинённые головы и перья на шее. Эти перья по форме напоминают гребень, что даёт этому виду своё название. Клюв у представителей вида очень толстый и на конце изогнут вниз как крючок.

## Роды
- Гривистые голуби (Caloenas)
- Земляные голуби (Chalcophaps)
- Земляные горлицы (Claravis)
- Голуби
- Земляные горлицы (Columbina)
- Куриные голуби
- Полосатые горлицы
- Geophaps
- Земляные голуби (Geotrygon)
- Бронзовокрылые голуби
- Голуби-лептотилы
- Пятнистобокая горлица
- Кукушковые горлицы
- Земляные горлицы-метропелиа
- Nesoenas
- Хохлатый бронзовокрылый голубь
- Капская горлица
- Patagioenas
- Каменные голуби
- Бронзовокрылые голуби-фапс
- Длиннохвостые голуби
- Spilopelia
- Синеголовый земляной голубь
- Горлицы
- Толстоклювый голубь
- Тёмные голуби
- Лесные горлицы
- Длиннохвостая горлица
- Горлицы-зенайды
- †Arenicolumba
- †Dysmoropelia dekarchiskos
- †Странствующий голубь
- †Хохлатый толстоклювый голубь